# Kobilje
Kobilje (pronunciación: [ˈkoːbiljɛ]; húngaro: Kebeleszentmárton; prekmuro: Kobile) es una localidad eslovena, ubicada en la región del Mura junto a la frontera con Hungría. Constituye por sí misma uno de los pocos municipios eslovenos formados por una sola localidad.
En 2018 tiene 559 habitantes.
Se conoce su existencia desde el siglo XIII, siendo mencionado en documentos de Esteban V de Hungría. El asentamiento original fue destruido en las invasiones turcas y no se repobló hasta finales del siglo XVII. Hasta principios del siglo XX, casi todos los habitantes eran magiares, pero en 1919 fue incorporado al reino de los Serbios, Croatas y Eslovenos y actualmente hay muy pocos magiares en la localidad.
Se ubica unos 15 km al este de Murska Sobota, junto a la frontera con el distrito húngaro de Lenti.